# Dypsis mcdonaldiana
Dypsis mcdonaldiana – gatunek palmy z rzędu arekowców (Arecales). Występuje endemicznie na Madagaskarze, w prowincji Toliara. Można go spotkać w Parku Narodowym Andohahela. Znane są tylko 2-5 jego naturalne stanowiska.
Rośnie w bioklimacie wilgotnym. Występuje na wysokości do 1500 m n.p.m.